# Omena
Omena – jednostka osadnicza w Stanach Zjednoczonych, w stanie Michigan, w hrabstwie Leelanau.